# Бонбоньерка

Бонбоньерка с фигуркой турка. Майсенский фарфор. XVIII век

Бонбонье́рка (фр. bonbonnière — «конфетница», от фр. bonbon — конфета) — красиво оформленная коробка для конфет. Были популярны в Европе в XVIII—XIX веках, изготавливались в том же стиле, что и табакерки того периода. Широко были распространены фарфоровые и эмалированные бонбоньерки причудливых форм (в виде людей, животных, фруктов, различных предметов).

## История
Первоначально бонбоньерки были двух видов:
- высокие в форме куба или сундучка для хранения рассыпных конфет, (их изготавливали из дерева или металла — серебра, меди, латуни, жести);
- плоские из картона (в которых переносили конфеты из кондитерской), в них в один ряд укладывали хрупкие конфеты (с ликёрной начинкой).

На сегодняшний день популярностью пользуется второй вид бонбоньерок.

## Современность
Современная бонбоньерка является своего рода паспортом изделия: она содержит информацию о фирме, фабрике, годе её основания, качестве и названии изделия (иногда с объяснением), цене, весе всех и отдельных конфет.
Бонбоньерки часто становятся предметом коллекционирования, так как содержат сведения по истории кондитерского производства.

## Свадебные бонбоньерки
Благодаря свадебным европейским традициям бонбоньерки дарят гостям на свадьбе в знак благодарности за то, что они посетили торжество. В них кладут немного глазированного миндаля или небольшие шоколадные конфеты в фольге, иногда — мятные конфеты (в нечётном количестве). Бонбоньерки декорируют цветной бумагой с рисунками, различными украшениями. Раздавать бонбоньерки принято в начале свадебного торжества.